# Villa Los Almácigos
Villa Los Almácigos é um município da República Dominicana pertencente à província de Santiago Rodríguez.
Sua população estimada em 2012 era de 26 613 habitantes.